# Central School of Speech and Drama
Centralna Szkoła Mowy i Dramatu – (ang. The Central School Of Speech And Drama) – brytyjska uczelnia z siedzibą w Londynie, powstała w 1906 roku.  Założycielką szkoły była Elsie Fogerty.  Jednym ze znanych uczniów tej szkoły jest brytyjski aktor Jason Isaacs.

## Znani absolwenci
| - Ben Hardy (aktor) - Joss Ackland - Peggy Ashcroft - Michael Beck - Gael Garcia Bernal - Claudie Blakley - Claire Bloom - Jeremy Brett - Ben Browder - Michalis Kakojanis - Julie Christie - Pauline Collins - Judi Dench - Amanda Donohoe - Simon Dutton - Christopher Eccleston - Jennifer Ehle - Rupert Everett | - Jonathan Firth - Carrie Fisher - Barry Foster - James Frain - Martin Freeman - Dawn French - Suzanna Hamilton - Jared Harris - Jason Isaacs - Alice Krige - Jon Lord - Susan Lynch - David O’Hara - Laurence Olivier - Harold Pinter - James Purefoy - Lynn Redgrave | - Vanessa Redgrave - Natasha Richardson - Linus Roache - Bruce Robinson - Julian Sands - Jennifer Saunders - Rufus Sewell - Victoria Tennant - Kristin Scott Thomas - Kim Thomson - Ann Todd - Stephen Tompkinson - Kathleen Turner - Zoë Wanamaker - Gok Wan - Lalla Ward - Kit Harington |